# Roger E. Mosley
Roger Earl Mosley  (Los Angeles, 18 december 1938 – aldaar, 7 augustus 2022) was een Amerikaans acteur.  Hij was vooral gekend voor zijn rol als de helikopterpiloot Theodore "T.C." Calvin in de detectiveserie Magnum, P.I..

## Carrière
In de jaren 1970 was Mosley te zien in een aantal blaxploitation films zoals Hit Man (1972), The Mack (1973) en Sweet Jesus, Preacherman (1973). 
In de jaren 1980 werd Mosley bekend bij het grote publiek dankzij zijn rol van T.C. in de Amerikaanse televisieserie Magnum P.I. over een privédetective op Hawaï met in de hoofdrol Tom Selleck. Magnum werd vaak uit de nood geholpen door T.C. die het toeristisch helikopterbedrijfje 'Island Hoppers' runt. De twee leerden elkaar kennen in het leger tijdens de Vietnamoorlog waarin T.C. boordschutter was op een helikopter.
Mosley speelde mee in 158 van de 162 afleveringen en schreef en regisseerde er ook één. In 2018 was er een reboot van Magnum P.I. met andere acteurs, waarin hij ook een klein rolletje kreeg als de kapper van T.C., die in de nieuwe serie vertolkt werd door Stephen Hill.
Mosley had heel wat gastrollen in andere series, zoals The Love boat, Kojak en Starsky and Hutch en Hangin' with Mr. Cooper. 

## Privéleven
Mosley was zelf helikopterpiloot net zoals zijn Magnum P.I. personage T.C. Echter de producenten van de reeks lieten hem niet zelf vliegen bij de opnames.
In 2022 overleed Mosley op 83-jarige leeftijd aan de gevolgen van een zwaar auto-ongeval. Hij was bijna zestig jaar getrouwd met zijn vrouw Antoinette Laudermilk met wie hij drie kinderen had.

## Filmografie

### Films
| Jaar | Titel                             | Rol                                |
| ---- | --------------------------------- | ---------------------------------- |
| 1972 | The New Centurions                | Truck Driver                       |
| 1972 | Hickey & Boggs                    |                                    |
| 1972 | Hit Man                           | Huey                               |
| 1973 | The Mack                          | Olinga Mickens                     |
| 1973 | Sweet Jesus, Preacherman          | Holmes / Lee                       |
| 1973 | Terminal Island                   | Monk                               |
| 1974 | McQ                               | Rosey                              |
| 1975 | Darktown Strutters                | Mellow                             |
| 1976 | The River Niger                   | Big Moe Hayes                      |
| 1976 | Stay Hungry                       | Newton                             |
| 1976 | Leadbelly                         | Huddie Ledbetter                   |
| 1976 | Drum                              | Slave                              |
| 1977 | The Greatest                      | Sonny Liston                       |
| 1977 | Big Time                          | J.J.                               |
| 1977 | Semi-Tough                        | Puddin Patterson Sr.               |
| 1978 | Cruise Into Terror                | Nathan                             |
| 1979 | The Jericho Mile                  | Cotton Crown                       |
| 1979 | Steel                             | Lionel                             |
| 1980 | Attica                            | Frank Green                        |
| 1980 | Pray TV                           | Willie Washington/Leroy Washington |
| 1981 | The White Lions                   | John Kani                          |
| 1990 | Heart Condition                   | Captain Wendt                      |
| 1992 | Unlawful Entry                    | Officer Roy Cole                   |
| 1994 | Pentathlon                        | John Creese                        |
| 1996 | A Thin Line Between Love and Hate | Smitty                             |
| 1998 | Letters from a Killer             | Horton                             |
| 2000 | Walker, Texas Ranger              | Carter                             |
| 2000 | Hammerlock                        | Sgt. James Hammer                  |

### Televisie
| Jaar       | Titel                           | Rol                   | Toelichting                                            |
| ---------- | ------------------------------- | --------------------- | ------------------------------------------------------ |
| 1971       | Cannon                          | Porter                | aflevering: "Death Is a Double-Cross"                  |
| 1972       | Sanford and Son                 | Norman Blood          | aflevering: "Blood is Thicker than Junk "              |
| 1974       | Kojak                           | Stutz                 | aflevering: "You Can't Tell a Hurt Man How to Holler " |
| 1974       | Kung Fu                         | Seth                  | aflevering: "In Uncertain Bondage "                    |
| 1975       | McCloud                         | Dolan                 | aflevering: "Return to The Alamo "                     |
| 1975       | Switch                          | Walter                | aflevering: "Las Vegas Roundabout "                    |
| 1975       | The Rookies                     | Rawlins               | aflevering: "Dead Heat "                               |
| 1975       | Baretta                         | Det. Rudy Davis       | aflevering: "Sharper than a Serpent's Tooth "          |
| 1977       | Starsky & Hutch                 | The Baron             | aflevering: "The Set-Up: Part 2 "                      |
| 1979       | Starsky & Hutch                 | Big Red McGee         | aflevering: "Huggy Can't Go Home "                     |
| 1979       | I Know Why the Caged Bird Sings | Bailey Sr.            | televisiefilm                                          |
| 1980-1988  | Magnum, P.I.                    | Theodore 'TC' Calvin  | 158 afleveringen                                       |
| 1986       | Danger Bay                      | Hari Mubaru           | aflevering: "The Leopard's Spots "                     |
| 1987       | The Love Boat                   | Jeffrey T. Gilbert    | aflevering: "Who Killed Maxwell Thorn? "               |
| 1992-1993  | Hangin' with Mr. Cooper         | Coach Ricketts        | 10 afleveringen                                        |
| 1994       | The Sinbad Show                 | Sgt. Al Beckley       | aflevering: "Adoption: Part 2 "                        |
| 1994       | RoboCop                         | Frank Uno             | aflevering: "Ghosts of War"                            |
| 1996       | Women: Stories of Passion       | Freddy                | aflevering: "The Boxer"                                |
| 1996       | In the House                    | Buff                  | aflevering: "To Die For"                               |
| 1999-2000  | Rude Awakening                  | Milton 'Milt' Johnson | 20 afleveringen                                        |
| 2001       | Arliss                          | Mudcat Burrell        | aflevering: "Like No Business I Know"                  |
| 2003       | What Should You Do?             | Kidnapper             |                                                        |
| 2003       | The District                    | Temple's Father       | aflevering: "Bloodlines"                               |
| 2007       | Las Vegas                       | Roger                 | aflevering: "When Life Gives You Lemon Bars"           |
| 2019; 2021 | Magnum P.I.                     | John Booky            | 2 afleveringen                                         |

- Biblioteca Nacional de España: XX1545211
- Bibliothèque nationale de France: cb14056212r (data)
- Gemeinsame Normdatei: 114698197X
- International Standard Name Identifier: 0000 0000 0137 331X
- Library of Congress Control Number: no00026494
- SNAC: w66979f0
- Système universitaire de documentation: 237717131
- Virtual International Authority File: 71596197
- WorldCat: E39PBJjXm96wCYGCtVvQtmc3wC